# Марко Презель
Марко Презель (словен. Marko Prezelj; 13 жовтня 1965, Камник, Словенія, СФРЮ) — альпініст, гірський провідник, інструктор, фотограф. Перший володар і чотириразовий кавалер вищої нагороди в альпінізмі «Золотий льодоруб» (1992, 2007, 2015, 2016) й інших спортивних нагород. Почесний член британського Альпійського клубу.
За свою спортивну кар'єру здійснив понад 2000 сходжень у різних гірських системах світу. До його найвидатніших спортивних досягнень відносять перше сходження на Канченджанґу південно-західним гребенем, сходження на Джомолхарі, Хагшу та Серро-Киштвар.
Співробітник гірничорятувальної служби Камника (GRS Kamnik). Член технічної комісії Словенської асоціації гірських провідників (SMGA). Одружений. Має двох синів.

## Біографія
Народився 13 жовтня 1965 року у Камнику, Словенія, у порівняно забезпеченій родині. З дитинства мав сильний і прагматичний характер. У школі навчався виключно, особливо цікавився біологією, фізикою та математикою. За його словами: «Мене цікавили лише реальні речі». Вже у віці 13 років організував свій власний маленький бізнес — бджільництво, почин підтримав батько.
У шість років вперше побував у горах разом із батьками та братом у поході «вихідного дня». Перші кроки в альпінізмі зробив зі «сходження» у 1972 році на Камнишки (словен. Kamniski, 1260 м) — невелику вершину в околицях Камника. «Допитливість стала тим імпульсом, який привів мене до альпінізму, і рухає мною досі». У 1982 році почав займатися альпінізмом серйозніше, того ж року вступив до місцевого (Камникський) альпклуб, в якому займався під керівництвом Бояна Поллака. У 1985 році успішно склав кваліфікаційні іспити й отримав свідоцтво альпініста. До 1987 року лазив переважно у рідних Альпах. Паралельно захоплювався велоподорожами: разом із братом Марко катався Словенією, Хорватією, побував у Римі.
Відслужив строкову службу, яку назвав «найгіршим часом» у житті. Після трьох місяців «навчання» Марко потрапив до офіцерського клубу, де займався кіно-фото зніманням і музичним забезпеченням. У 1994 році закінчив Люблянський університет за спеціальністю інженер-хімік. З 2000 року ліцензіат IFMGA, у 2005—2008 роках очолював Словенську асоціацію гірських провідників.

### Спортивна кар'єра
У 1987 році відбулося перше знайомство Марко з Великими горами — він взяв участь у югославській експедиції на Лхоцзе-Шар, вони без успіху намагалися пройти новий маршрут південно-західним відрогом (вдалося піднятися лише до висоти 7450, Марко досяг 7300). Наступного року Презеля запросили в експедицію на Чо-Ойю, яка стала першою успішною в кар'єрі гімалайця-початківця — 2 листопада 1988 року словенській команді першій вдалося пройти двокілометрову північну стіну шостого по висоті восьмитисячника (Марко піднявся на вершину 8 листопада з Радо). Ще роком пізніше Презель брав участь у словенській експедиції на Шишабангму, яка, попри те, що в цілому була успішною, для нього, через обставини, не склалася. Щобільше, після цього заходу Марко зарікся більше не брати участь в експедиціях з великою кількістю учасників, і не ходити туди, «де я не можу вплинути на прийняття рішень».

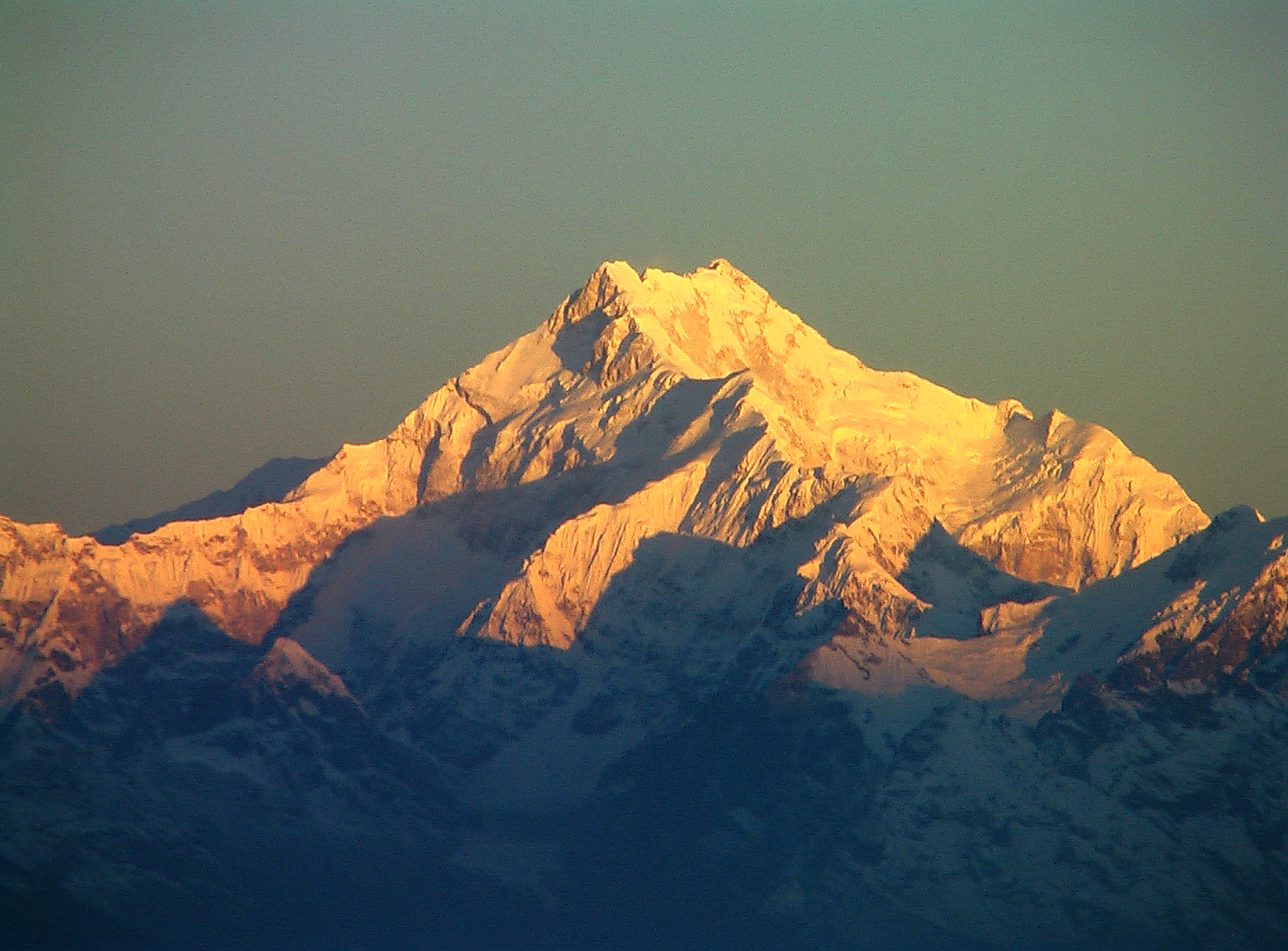
Канченджанґа. Південно-західний гребінь зліва на фото, найближча видима вершина — Південна.

Популярність прийшла до Марка у 1991 році. Словенці організували велику експедицію на Канченджанґу (керівник Тоне Шкар'я), під час якої планували розв'язати цілу низку альпіністських завдань — піднятися на кілька вершин масиву вже пройденими маршрутами, а також зробити низку першопроходжень — пройти в альпійському стилі дуже складний південно-західний гребінь Канченджанґи (Презель й Андрей Штремфель) та східну стіну «сусідньої» Жанну. В експедиції брали участь 15 спортсменів (зокрема один із Хорватії та двоє з Польщі — Ванда Руткевич й Ева Панейко-Панкевич). Попри численність складу, усі альпіністи працювали як незалежні команди.
У рамках акліматизації перед основним сходженням Презель і Штремфель 10 квітня піднялися на Boktoh Peak (6114 м, першосходження) і на пік Талунг (7349 м, 20 квітня, друге сходження, новий маршрут), з якого чудово проглядався шлях майбутнього підйому. 26 квітня вони розпочали підйом до своєї головної мети. На початку маршруту (перші 650 м) їм довелося зіткнутися з лазанням VI категорії складності при крутості підйому від 60° до 90°. Після ночівлі на 6200 м, наступного дня вони набрали ще 1000 метрів висоти, а на день пізніше пройшли всього 400 метрів при вітрі ураганної сили. 29 квітня альпіністи досягли позначки 7900 м, а наступного дня вийшли на гребінь, і, використовуючи перила, залишені Другою Радянською гімалайською експедицією, о 16.45 досягли Південної вершини (8491 м). Їхнє досягнення було відзначено першою в історії вручення премією «Золотий льодоруб» за найкраще сходження року. Презель і Штремфель були також нагороджені найвищою нагородою Словенії за спортивні досягнення премією Блоудека. На жаль, під час експедиції загинули два її учасники — Марія Франтар і Йоже Розман.

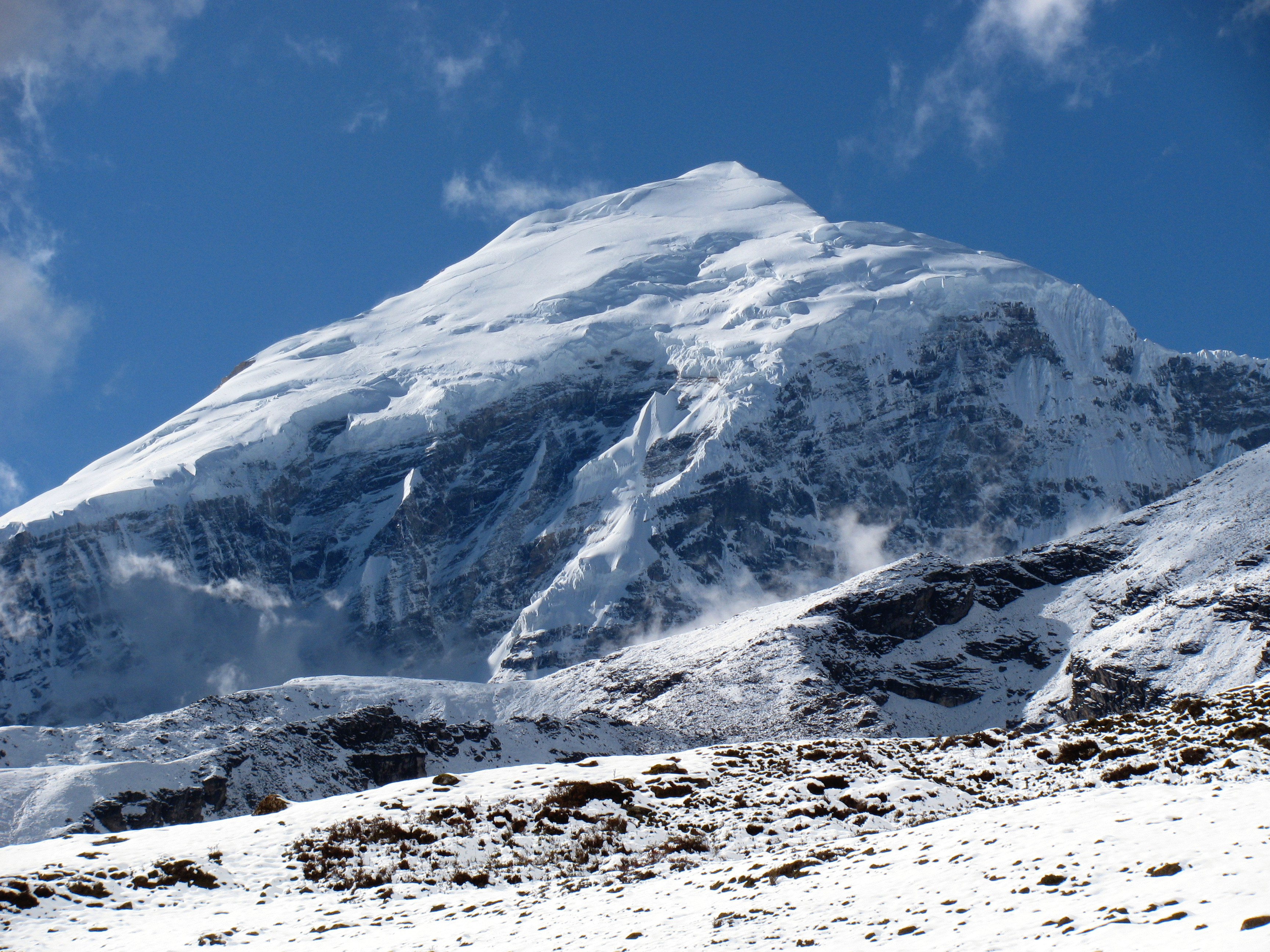
Джомолхарі

Починаючи з 1992 року географія сходжень Марко Презеля значно розширилася, хоча він, як і раніше, віддавав перевагу Альпам і Гімалаям. У 1992 році Презель разом зі Штремфелем здійснив першосходження на Мелунгцзе Головну, яку протягом попереднього десятиліття тричі без успіху штурмували британські альпіністи. 1993 року пройшов Ель Капітан маршрутом «Wyoming Sheep Ranch» (2200 м, A4, 5,8) (5-е проходження), а 1995 року знову зі Штремфелем новий маршрут на Північну вежу у масиві Кордильєра-Пайне. У 2000 році (12-15 червня) у складі міжнародної експедиції «International Golden Peak Expedition 2000» Марко повторив найскладніший англійський маршрут 1987 року «Золотим ребром» на Спантик у пакистанському Каракорумі, а у 2001 році зі Стівеном Кохом здійснив цілу низку сходжень в Аляскінському хребті, зокрема на Гантер (маршрут «Moonflower Buttress») і на Деналі — новий маршрут «Light Traveler» (VI, M7+, WI6, 2590 м).
Найбільш помітними його сходженнями 2004 року стали підйом на Норт-Твін-пік (Скелясті гори) північною стіною (у квітні зі Стівом Гаусом, третє проходження, новий маршрут) і перше сходження на Капура-пік (6544 м, Пакистан).
У січні 2006 року Марко Презель разом з американцями Стівеном Кохом і Діном Поттером під час п'ятитижневої експедиції до Патагонії здійснив сходження на Серро-Торре (новий маршрут південно-східним ребром «The long run») і Серро-Штандартнов (новий маршрут «Extreme Emotions» [6c, A1, M6+]). Головним же сходженням цього року, на думку журі 16-ї церемонії нагородження премією «Золотий льодоруб», стало його проходження разом із Борисом Лоренчичем (словен. Boris Lorenčič) нового маршруту на Джомолхарі — північно-західним гребенем (з 13 до 18 жовтня, 1950 м, VI, mixed M6). На церемонії вручення вищої нагороди в альпінізмі, що відбулася 26 січня 2007 року у Греноблі, Презель виступив з різкою критикою на адресу організаторів з приводу і самої нагороди, і критеріїв її надання, після чого у 2008 році нею не нагороджували, а принципи її надання починаючи з 2009 року «Золотий льодоруб» має низку номінацій, що враховують багато факторів і нюансів цього виду спорту.
У наступні роки Марко продовжив сходження у маловідомих куточках планети. У 2007 році разом з американцями Вінсентом Андерсоном (англ. Vincent Anderson) і Стівом Гаусом він першим піднявся на K7-Західну (K7 West, 6858 м, Пакистан) — їхнє сходження стало помітним досягненням року. У 2008 році разом з Андерсеном він першим пройшов західну стіну Кангджуцзе (вона ж Макалу II, 7678 м), а у 2009 році (з Роком Благусом і Лукою Ліндічем) здійснив цілу низку нових сходжень в Індії в масиві Бхаґіратхі (на Бхаґіратхі IV (6200 м), Бхаґіратхі III (6454 м) і Бхаґіратхі II (6512 м). У 2010 році за сукупністю спортивних досягнень Марко Презель 19 червня у Гріндельвальді отримав премію «Eiger Award» — ще одну найпрестижнішу нагороду у світі альпінізму.
У 2011 році Марко очолив Словенсько-американську експедицію на Макалу (учасники Рок Благус, Лука Ліндіч, Борис Лоренчич, Стів Гаус і Скотт Боутон) завданням якої було пройти трикілометрову західну стіну вершини в альпійському стилі. Альпіністам вдалося досягти позначки 7000 м. Під час акліматизації перед сходженням разом з Гаусом Презель пройшов траверс гребеня Чаго (англ. Chago Ridge).
Влітку 2012 року у трійці з Лукою Ліндичем й Андрієм Грмовшеком (Andrej Grmovšek) він проліз новий маршрут на Криживник (Križevnik, 8a, 250 м) (Словенія), а взимку здійснив кілька технічних сходжень в Ірані, з яких виділяють новий маршрут на Bisotoon (Золотий шпатель, 1000 м, 6b). 29 — 30 вересня 2014 року разом з Алешем Чесеном (словен. Aleš Česen) і Лукою Ліндичем Марко першим піднявся північною стіною на Хагшу(1350 м, ED, 90°) — вершину в Індійських Гімалаях. Фахівці відзначили це сходження як одне з найкращих 2014 року, а його учасникам надано премії «Золотий льодоруб» (2015), який став третім у кар'єрі словенця. Ще через рік Марко Презель став чотириразовим володарем вищої нагороди в альпінізмі — цього разу за перше сходження східною стіною на Серро-Киштвар 5—8 жовтня 2015 року, 1200 м, 5.11, WI6, M6, A2).
У 2017 році Марко Презель знову відзначився низкою нових сходжень: разом із Чесеном й Урбаном Новаком він в альпійському стилі пройшов маршрут «Все чи нічого» західною стіною Арджуни (6250 м) та північний гребінь на P6013 (6038 м).

## Стиль сходжень
Марко Презель прихильник чистого альпійського стилю: «для мене не найважливіше зійти першим на незайману вершину. Мені важливо, щоб там, де я лізу не було слідів людської діяльності. Мені подобається приходити на „чистий аркуш“ і залишати його по собі „не забрудненим“». Сходження, навіть найнеймовірніше технічно складні, такі як російське західною стіною на К2 2007 року, що передбачають використання перильної страховки, він вважає знищенням «духу альпінізму», «не давши йому можливості навіть народитися».

## Критика «Золотого льодоруба»
У спортивних мас-медіа з гірської тематики Марко Презель здобув репутацію не лише як блискучий альпініст, а і як людина, яка відрізняється «безкомпромісністю суджень». За його словами, «я не люблю півтонів. Якщо й кажу, то я чесний і відкритий, а взагалі волію мовчати.».
Так, однією з обговорюваних тем у медіапросторі 2007 року стала його різка критика організаторів премії «Золотий льодоруб» як про саму сутність нагороди: на його думку, змагальний аспект в альпінізмі та його заохочення ззовні підривають «дух альпінізму» — «лише кінь клич — і наб'ється повна світлиця палких гладіаторів і клоунів, які бажають погрітися в променях слави. Що це — реаліті-шоу чи мильна опера?»; так і щодо її критеріїв нагородження: «неможливо дати об'єктивну оцінку будь-якому сходженню…», «…неможливо порівнювати різні сходження, виключивши фактор особистої залученості до процесу», «неможливо привести до спільного знаменника концепції різних сходжень, ба більше здійснених у рамках одного календарного року» тощо. У своєму відкритому листі, опублікованому після офіційної церемонії нагородження премією 2007 року практично всіма профільними спортивними ЗМІ, він також порівняв альпіністів у цьому ключі з «кулями, що вилетіли з-під журналістської рушниці». Як альтернативи премії він запропонував формат фестивалю, «де <альпіністам> можна обмінюватися ідеями, планами, мріями, ілюзіями та реальністю, можливо, навіть разом ходити в гори, без з'ясування: хто кращий, а хто програв». На цілком закономірне питання, а навіщо йому варто було приймати нагороду, а не просто відмовитися від неї і не брати участь у церемонії тощо, він заявив: «Я використав привід „Золотого льодоруба“, щоб відкрити дискусію. Якби я не приїхав, люди сприйняли б мої <слова> зовсім інакше. Жорстоко, але факт».
2008 року концепцію премії «Золотий Льодоруб» було змінено, у зв'язку з чим у тому році вона не надавалася. За результатами майже дворічного обговорення, починаючи з 2009 року основним критерієм надання нагороди стало «оспівати свербіж пригод і відкриттів, мистецтво робити сходження… У сучасному альпінізмі немає місця дорогим проєктам під гаслом: „Мета виправдовує кошти…“». Приватними критеріями оцінки альпіністських досягнень стали «елегантність стилю, дослідницький дух, віддаленість й автономія, технічний рівень, повага до майбутніх поколінь альпіністів, що залишає їм можливість пережити ті самі пригоди…» та багато інших. Того ж 2009 року з'явилася ще одна номінація: «За досягнення протягом життя» (Lifetime Achievement Award).

## Виноски
1. ↑  З інтерв'ю Марко Презеля: "У мене не було тренера. Багато людей вплинуло на мій спосіб мислення, багато з них не альпіністи... "
2. ↑  Міжнародної асоціації гірських провідників
3. ↑  Словенці пройшли новий маршрут на вершину - в альпійському стилі, південно-західним контрфорсом (SW Pillar, 2150 м, IV-V, 55-65°). Крім цього, були здійснені перші сходження на Ньянанг-Рі (Nyanang Ri, 7071 м) та Канг-Рі (Kang Ri, 6200 м), Тоне Шкар'я[sl] й Андрей Штремфель)
4. ↑  1 травня на Канченджанґу Центральну (8482 м) польським маршрутом піднявся Урош Рупар (Uroš Rupar), а на Головну вершину класичного маршруту Стіпе Божиць (Stipe Božic) і Віктор Грошель (Viktor Grošelj).
5. ↑  Бояну Поцкару та Ванні Фурлану (Bojan Pockar, Vanja Furlan) вдалося пройти стіну до позначки 7050 м
6. ↑  Разом із французами Manu Guy та Manu Pellissier, та угорець Attila Ozsvath
7. ↑  "Родзинку" у сходження внесла втрата Хаусом на третьому бівуаку на стіні правого пластикового черевика, проте він зумів прилаштувати кішку на вкладиш і пролізти останні 10 пітчів до вершини.
8. ↑  В експедиції в Бутан також брали участь Рок Благус, Тіне Цудер, Матей Кладнік, Само Крмель і Даміян Меско.
9. ↑  разом із учасниками сходження Гейденом Кеннеді (англ. Hayden Kennedy, США), Урбаном Новаком (словен. Urban Novak, Словенія) та Ману Пеллиссьє (фр. Manu Pellissier, Франція)